# UEFA Europa League 2022-2023
La UEFA Europa League 2022-2023 è stata la 52ª edizione (la 14ª con la formula attuale) della UEFA Europa League (già Coppa UEFA), organizzata dalla UEFA. Il torneo è iniziato il 4 agosto 2022 e si è concluso il 31 maggio 2023 con la finale alla Puskás Aréna di Budapest, in Ungheria.
L'impianto ungherese avrebbe dovuto ospitare la finale dell'edizione precedente, ma, a causa del cambio di sede per la finale 2019-2020 dovute alla pandemia di COVID-19, le città scelte per ospitare le finali sino al 2023 sono slittate di un anno, per cui venne sostituita con lo Stadio Ramón Sánchez-Pizjuán di Siviglia, in Spagna. L'Eintracht Francoforte era il campione in carica, avendo vinto l'edizione precedente.
Il torneo è stato vinto dagli spagnoli del Siviglia, che nella finale hanno battuto gli italiani della Roma 4-1 ai tiri di rigore dopo l'1-1 dei tempi supplementari, al settimo successo nella competizione, rafforzando il record del maggior numero di successi nella manifestazione. Questa finale rappresenta una delle partite di calcio più lunghe della storia in quanto durò 146 minuti (tenendo conto dei tempi regolamentari, dei supplementari e dei recuperi). I vincitori di questa edizione hanno ottenuto la possibilità di sfidare i vincitori della UEFA Champions League 2022-2023, gli inglesi del Manchester City, nella Supercoppa UEFA 2023 e la possibilità di partecipare alla fase a gironi della UEFA Champions League 2023-2024.

## Squadre partecipanti
Considerando i turni preliminari e il turno eliminatorio successivo alla fase a gironi, saranno in tutto 58 le squadre partecipanti alla UEFA Europa League 2022-2023, provenienti da un massimo di 36 Paesi associati e membri della UEFA, fatta eccezione per Russia e Liechtenstein (quest'ultima non organizza un campionato nazionale e può iscrivere solo la vincitrice della coppa nazionale alla Conference League data la classifica della federazione). Il ranking dei campionati europei è basato sul coefficiente UEFA, il quale determina il numero di squadre che avranno diritto di giocarsi e partecipare alla competizione. Questo è il numero di squadre che parteciperanno per ogni nazione:
| Posizione della federazione in base al coefficiente UEFA per nazioni | Numero di squadre partecipanti |
| -------------------------------------------------------------------- | ------------------------------ |
| 1-5                                                                  | 2                              |
| 6-15                                                                 | 1                              |

In aggiunta, 29 squadre eliminate nei turni preliminari di Champions League verranno trasferite in Europa League, mentre le 8 squadre terze classificate nei rispettivi gironi di Champions League saranno qualificate al turno eliminatorio successivo alla fase a gironi.
La vincitrice della UEFA Europa Conference League 2021-2022 ha un posto garantito per la fase a gironi.
|                             |                  | Squadre che accedono nel turno | Squadre provenienti dal turno precedente                                      | Squadre provenienti dalla Champions League |
| --------------------------- | ---------------- | --- | ----------------------------------------------------------------------------- | --- |
| Terzo turno                 | Campioni         | |                                                                               | - 10 eliminate del secondo turno Campioni di Champions League |
| Terzo turno                 | Piazzate         | - 2 vincitori della coppa nazionale dalle federazioni 16-17                                                                                          |                                                                               | - 2 eliminate del secondo turno Piazzate di Champions League |
| Spareggi                    | Spareggi         | - 7 vincitori della coppa nazionale dalle federazioni 8-15                                                                                           | - 5 vincitori del terzo turno Campioni - 2 vincitori del terzo turno Piazzate | - 6 eliminate del terzo turno Campioni di Champions League |
| Fase a gironi               | Fase a gironi    | - 7 vincitori della coppa nazionale dalle federazioni 1-7 - La quarta classificata dalla federazione 5 - 4 quinte classificate dalle federazioni 1-4 | - 10 vincitori degli spareggi                                                 | - 4 eliminate degli spareggi Campioni di Champions League - 2 eliminate degli spareggi Piazzate di Champions League - 4 eliminate del terzo turno Piazzate di Champions League |
| Fase a eliminazione diretta | Spareggi         | | - 8 seconde classificate dei gironi nella fase a gruppi                       | - 8 terze classificate dei gironi nella fase a gruppi di Champions League |
| Fase a eliminazione diretta | Ottavi di finale | | - 8 vincitori dei gironi nella fase a gruppi - 8 vincitori degli spareggi     | |

A causa della sospensione della Russia per la stagione europea 2022-2023 e dal momento che i detentori del titolo di Europa Conference League (Roma) si sono qualificati per la posizione nel proprio campionato nazionale, sono state apportate le seguenti modifiche alla lista di accesso:
- La vincitrice della coppa nazionale della federazione al 7º posto (Paesi Bassi) accede alla fase a gironi invece che agli spareggi;
- Le vincitrici delle coppe delle federazioni al 13º posto (Turchia), 14º posto (Danimarca) e 15º posto (Cipro) accedono agli spareggi anziché al terzo turno di qualificazione;
- Le vincitrici delle coppe delle federazioni al 16º posto (Serbia) e 17º posto (Repubblica Ceca) accedono al terzo turno preliminare al posto dell'Europa Conference League.

### Ranking UEFA
Per la UEFA Europa League 2022-2023, le federazioni avranno un numero di squadre determinato dal coefficiente UEFA del 2021, che prende in esame le loro prestazioni nelle competizioni europee dalla stagione 2016-2017 alla stagione 2020-2021.
| Rank | Federazione     | Coeff.  | Squadre |
| ---- | --------------- | ------- | ------- |
| 1    | Inghilterra     | 100.569 | 2       |
| 2    | Spagna          | 97.855  | 2       |
| 3    | Italia          | 75.438  | 2       |
| 4    | Germania        | 73.570  | 2       |
| 5    | Francia         | 56.081  | 2       |
| 6    | Portogallo      | 48.549  | 1       |
| 7    | Paesi Bassi     | 39.200  | 1       |
| 8    | Russia          | 38.382  | 0       |
| 9    | Belgio          | 36.500  | 1       |
| 10   | Austria         | 35.825  | 1       |
| 11   | Scozia          | 33.375  | 1       |
| 12   | Ucraina         | 33.100  | 1       |
| 13   | Turchia         | 30.100  | 1       |
| 14   | Danimarca       | 27.875  | 1       |
| 15   | Cipro           | 27.750  | 1       |
| 16   | Serbia          | 26.750  | 1       |
| 17   | Repubblica Ceca | 26.600  | 1       |
| 18   | Croazia         | 26.275  | 0       |
| 19   | Svizzera        | 26.225  | 0       |

| Rank | Federazione          | Coeff. | Squadre |
| ---- | -------------------- | ------ | ------- |
| 20   | Grecia               | 26.000 | 0       |
| 21   | Israele              | 24.375 | 0       |
| 22   | Norvegia             | 21.000 | 0       |
| 23   | Svezia               | 20.500 | 0       |
| 24   | Bulgaria             | 20.375 | 0       |
| 25   | Romania              | 18.200 | 0       |
| 26   | Azerbaigian          | 16.875 | 0       |
| 27   | Kazakistan           | 15.625 | 0       |
| 28   | Ungheria             | 15.500 | 0       |
| 29   | Bielorussia          | 15.250 | 0       |
| 30   | Polonia              | 15.125 | 0       |
| 31   | Slovenia             | 14.250 | 0       |
| 32   | Slovacchia           | 13.625 | 0       |
| 33   | Liechtenstein        | 12.875 | 0       |
| 34   | Lituania             | 8.750  | 0       |
| 35   | Lussemburgo          | 8.250  | 0       |
| 36   | Bosnia ed Erzegovina | 8.000  | 0       |
| 37   | Irlanda              | 7.875  | 0       |

| Rank | Federazione        | Coeff. | Squadre |
| ---- | ------------------ | ------ | ------- |
| 38   | Macedonia del Nord | 7.625  | 0       |
| 39   | Armenia            | 7.375  | 0       |
| 40   | Lettonia           | 7.375  | 0       |
| 41   | Albania            | 7.250  | 0       |
| 42   | Irlanda del Nord   | 6.958  | 0       |
| 43   | Georgia            | 6.875  | 0       |
| 44   | Finlandia          | 6.875  | 0       |
| 45   | Moldavia           | 6.875  | 0       |
| 46   | Malta              | 6.375  | 0       |
| 47   | Fær Øer            | 6.125  | 0       |
| 48   | Kosovo             | 5.833  | 0       |
| 49   | Gibilterra         | 5.666  | 0       |
| 50   | Montenegro         | 5.000  | 0       |
| 51   | Galles             | 5.000  | 0       |
| 52   | Islanda            | 4.875  | 0       |
| 53   | Estonia            | 4.750  | 0       |
| 54   | Andorra            | 3.331  | 0       |
| 55   | San Marino         | 1.666  | 0       |

### Squadre partecipanti
Tra parentesi viene indicata la modalità secondo cui le squadre hanno ottenuto la qualificazione.
- ECL-Vincitore della Conference League
- CW-Vincitore della coppa nazionale o della coppa di lega
- UCL-Squadre partecipanti provenienti dalla UEFA Champions League
- UEL-Squadre partecipanti provenienti dalla UEFA Europa League
  - GS-Terze classificate nella fase a gironi
  - PO-Perdenti nel turno degli spareggi
  - Q3-Perdenti nel terzo turno
  - Q2-Perdenti nel secondo turno

CC: Coefficiente UEFA 2022.
| Fase a eliminazione diretta | Fase a eliminazione diretta | Fase a eliminazione diretta | Fase a eliminazione diretta   |
| --------------------------- | --------------------------- | --------------------------- | ----------------------------- |
| Ajax (UCL GS)               | Bayer Leverkusen (UCL GS)   | Barcellona (UCL GS)         | Sporting Lisbona (UCL GS)     |
| Salisburgo (UCL GS)         | Šachtar (UCL GS)            | Siviglia (UCL GS)           | Juventus (UCL GS)             |
| Fase a gironi               |                             |                             |                               |
| RomaECL (6º)                | Union Berlino (5º)          | Dinamo Kiev (UCL PO)        | Midtjylland (UCL Q3)          |
| Arsenal (5º)                | Friburgo (6º)               | Qarabağ (UCL PO)            | Union Saint-Gilloise (UCL Q3) |
| Manchester Utd (6º)         | Nantes (CW)                 | Stella Rossa (UCL PO)       | Sturm Graz (UCL Q3)           |
| Betis (CW)                  | Rennes (4º)                 | PSV (UCL PO)                | Monaco (UCL Q3)               |
| Real Sociedad (6º)          | Braga (4º)                  | Trabzonspor (UCL PO)        |                               |
| Lazio (5º)                  | Feyenoord (3º)              | Bodø/Glimt (UCL PO)         |                               |
| Spareggi                    |                             |                             |                               |
| Gent (CW)                   | Sivasspor (CW)              | Sheriff Tiraspol (UCL Q3)   | Ferencváros (UCL Q3)          |
| Austria Vienna (3º)         | Silkeborg (3º)              | P'yownik (UCL Q3)           |                               |
| Hearts (3º)                 | Omonia (CW)                 | Apollōn Limassol (UCL Q3)   |                               |
| Dnipro-1 (3º)               | Žalgiris (UCL Q3)           | Ludogorec (UCL Q3)          |                               |
| Terzo turno                 |                             |                             |                               |
| Campioni                    | Campioni                    | Piazzate                    | Piazzate                      |
| Olympiacos (UCL Q2)         | HJK (UCL Q2)                | Partizan (2º)               |                               |
| Zurigo (UCL Q2)             | F91 Dudelange (UCL Q2)      | Slovácko (CW)               |                               |
| Malmö FF (UCL Q2)           | Shamrock Rovers (UCL Q2)    | AEK Larnaca (UCL Q2)        |                               |
| Maribor (UCL Q2)            | Linfield (UCL Q2)           | Fenerbahçe (UCL Q2)         |                               |
| Slovan Bratislava (UCL Q2)  | Shkupi (UCL Q2)             |                             |                               |

## Date
Il programma della competizione è il seguente. Tutti i sorteggi si tengono nel quartier generale dell'UEFA a Nyon, ad eccezione di quello per la fase a gironi che si è tenuto a Istanbul.
| Fase                        | Turno            | Sorteggio                 | Andata                                      | Ritorno                                     |
| --------------------------- | ---------------- | ------------------------- | ------------------------------------------- | ------------------------------------------- |
| Qualificazioni              | Terzo turno      | 18 luglio 2022 (Nyon)     | 4 agosto 2022                               | 9-11 agosto 2022                            |
| Qualificazioni              | Spareggi         | 2 agosto 2022 (Nyon)      | 18 agosto 2022                              | 25 agosto 2022                              |
| Fase a gironi               | Prima giornata   | 26 agosto 2022 (Istanbul) | 8 settembre 2022                            | 8 settembre 2022                            |
| Fase a gironi               | Seconda giornata | 26 agosto 2022 (Istanbul) | 15 settembre 2022                           | 15 settembre 2022                           |
| Fase a gironi               | Terza giornata   | 26 agosto 2022 (Istanbul) | 6 ottobre 2022                              | 6 ottobre 2022                              |
| Fase a gironi               | Quarta giornata  | 26 agosto 2022 (Istanbul) | 13 ottobre 2022                             | 13 ottobre 2022                             |
| Fase a gironi               | Quinta giornata  | 26 agosto 2022 (Istanbul) | 27 ottobre 2022                             | 27 ottobre 2022                             |
| Fase a gironi               | Sesta giornata   | 26 agosto 2022 (Istanbul) | 3 novembre 2022                             | 3 novembre 2022                             |
| Fase a eliminazione diretta | Spareggi         | 7 novembre 2022 (Nyon)    | 16 febbraio 2023                            | 23 febbraio 2023                            |
| Fase a eliminazione diretta | Ottavi di finale | 24 febbraio 2023 (Nyon)   | 9 marzo 2023                                | 16 marzo 2023                               |
| Fase a eliminazione diretta | Quarti di finale | 17 marzo 2023 (Nyon)      | 13 aprile 2023                              | 20 aprile 2023                              |
| Fase a eliminazione diretta | Semifinali       | 17 marzo 2023 (Nyon)      | 11 maggio 2023                              | 18 maggio 2023                              |
| Finale                      | Finale           | 17 marzo 2023 (Nyon)      | 31 maggio 2023 alla Puskás Aréna (Budapest) | 31 maggio 2023 alla Puskás Aréna (Budapest) |

## Partite

### Qualificazioni

#### Terzo turno di qualificazione
| Squadra 1       | Totale          | Squadra 2         | Andata   | Ritorno     |
| Campioni        | Campioni        | Campioni          | Campioni | Campioni    |
| --------------- | --------------- | ----------------- | -------- | ----------- |
| Malmö FF        | 5 - 2           | F91 Dudelange     | 3 - 0    | 2 - 2       |
| Shamrock Rovers | 5 - 2           | Shkupi            | 3 - 1    | 2 - 1       |
| Linfield        | 0 - 5           | Zurigo            | 0 - 2    | 0 - 3       |
| Olympiacos      | 3 - 3 (4-3 dtr) | Slovan Bratislava | 1 - 1    | 2 - 2 (dts) |
| Maribor         | 0 - 3           | HJK               | 0 - 2    | 0 - 1       |
| Piazzate        |                 |                   |          |             |
| AEK Larnaca     | 4 - 3           | Partizan          | 2 - 1    | 2 - 2       |
| Fenerbahçe      | 4 - 1           | Slovácko          | 3 - 0    | 1 - 1       |

#### Spareggi
| Squadra 1        | Totale          | Squadra 2        | Andata | Ritorno     |
| ---------------- | --------------- | ---------------- | ------ | ----------- |
| Dnipro-1         | 1 - 5           | AEK Larnaca      | 1 - 2  | 0 - 3       |
| Gent             | 0 - 4           | Omonia           | 0 - 2  | 0 - 2       |
| Austria Vienna   | 1 - 6           | Fenerbahçe       | 0 - 2  | 1 - 4       |
| Zurigo           | 3 - 1           | Hearts           | 2 - 1  | 1 - 0       |
| HJK              | 2 - 1           | Silkeborg        | 1 - 0  | 1 - 1       |
| Malmö FF         | 5 - 1           | Sivasspor        | 3 - 1  | 2 - 0       |
| Ferencváros      | 4 - 1           | Shamrock Rovers  | 4 - 0  | 0 - 1       |
| Apollōn Limassol | 2 - 2 (1-3 dtr) | Olympiacos       | 1 - 1  | 1 - 1 (dts) |
| P'yownik         | 0 - 0 (2-3 dtr) | Sheriff Tiraspol | 0 - 0  | 0 - 0 (dts) |
| Ludogorec        | 4 - 3           | Žalgiris         | 1 - 0  | 3 - 3 (dts) |

### UEFA Europa League

#### Fase a gironi

##### Gruppo A
| Squadra    | Pt | G | V | N | P | GF | GS | DG  |
| ---------- | -- | - | - | - | - | -- | -- | --- |
| Arsenal    | 15 | 6 | 5 | 0 | 1 | 8  | 3  | +5  |
| PSV        | 13 | 6 | 4 | 1 | 1 | 15 | 4  | +11 |
| Bodø/Glimt | 4  | 6 | 1 | 1 | 4 | 5  | 10 | -5  |
| Zurigo     | 3  | 6 | 1 | 0 | 5 | 5  | 16 | -11 |

| Squadra 1   | Risultato   | Squadra 2   |
| 1ª giornata | 1ª giornata | 1ª giornata |
| ----------- | ----------- | ----------- |
| Zurigo      | 1 - 2       | Arsenal     |
| PSV         | 1 - 1       | Bodø/Glimt  |
| 2ª giornata |             |             |
| Bodø/Glimt  | 2 - 1       | Zurigo      |
| Arsenal     | 1 - 0       | PSV         |
| 3ª giornata |             |             |
| Zurigo      | 1 - 5       | PSV         |
| Arsenal     | 3 - 0       | Bodø/Glimt  |
| 4ª giornata |             |             |
| Bodø/Glimt  | 0 - 1       | Arsenal     |
| PSV         | 5 - 0       | Zurigo      |
| 5ª giornata |             |             |
| Zurigo      | 2 - 1       | Bodø/Glimt  |
| PSV         | 2 - 0       | Arsenal     |
| 6ª giornata |             |             |
| Arsenal     | 1 - 0       | Zurigo      |
| Bodø/Glimt  | 1 - 2       | PSV         |

##### Gruppo B
| Squadra     | Pt | G | V | N | P | GF | GS | DG |
| ----------- | -- | - | - | - | - | -- | -- | -- |
| Fenerbahçe  | 14 | 6 | 4 | 2 | 0 | 13 | 7  | +6 |
| Rennes      | 12 | 6 | 3 | 3 | 0 | 11 | 8  | +3 |
| AEK Larnaca | 5  | 6 | 1 | 2 | 3 | 7  | 10 | -3 |
| Dinamo Kiev | 1  | 6 | 0 | 1 | 5 | 5  | 11 | -6 |

| Squadra 1   | Risultato   | Squadra 2   |
| 1ª giornata | 1ª giornata | 1ª giornata |
| ----------- | ----------- | ----------- |
| AEK Larnaca | 1 - 2       | Rennes      |
| Fenerbahçe  | 2 - 1       | Dinamo Kiev |
| 2ª giornata |             |             |
| Dinamo Kiev | 0 - 1       | AEK Larnaca |
| Rennes      | 2 - 2       | Fenerbahçe  |
| 3ª giornata |             |             |
| Rennes      | 2 - 1       | Dinamo Kiev |
| Fenerbahçe  | 2 - 0       | AEK Larnaca |
| 4ª giornata |             |             |
| Dinamo Kiev | 0 - 1       | Rennes      |
| AEK Larnaca | 1 - 2       | Fenerbahçe  |
| 5ª giornata |             |             |
| Fenerbahçe  | 3 - 3       | Rennes      |
| AEK Larnaca | 3 - 3       | Dinamo Kiev |
| 6ª giornata |             |             |
| Dinamo Kiev | 0 - 2       | Fenerbahçe  |
| Rennes      | 1 - 1       | AEK Larnaca |

##### Gruppo C
| Squadra   | Pt | G | V | N | P | GF | GS | DG  |
| --------- | -- | - | - | - | - | -- | -- | --- |
| Betis     | 16 | 6 | 5 | 1 | 0 | 12 | 4  | +8  |
| Roma      | 10 | 6 | 3 | 1 | 2 | 11 | 7  | +4  |
| Ludogorec | 7  | 6 | 2 | 1 | 3 | 8  | 9  | -1  |
| HJK       | 1  | 6 | 0 | 1 | 5 | 2  | 13 | -11 |

| Squadra 1   | Risultato   | Squadra 2   |
| 1ª giornata | 1ª giornata | 1ª giornata |
| ----------- | ----------- | ----------- |
| Ludogorec   | 2 - 1       | Roma        |
| HJK         | 0 - 2       | Betis       |
| 2ª giornata |             |             |
| Betis       | 3 - 2       | Ludogorec   |
| Roma        | 3 - 0       | HJK         |
| 3ª giornata |             |             |
| HJK         | 1 - 1       | Ludogorec   |
| Roma        | 1 - 2       | Betis       |
| 4ª giornata |             |             |
| Betis       | 1 - 1       | Roma        |
| Ludogorec   | 2 - 0       | HJK         |
| 5ª giornata |             |             |
| Ludogorec   | 0 - 1       | Betis       |
| HJK         | 1 - 2       | Roma        |
| 6ª giornata |             |             |
| Roma        | 3 - 1       | Ludogorec   |
| Betis       | 3 - 0       | HJK         |

##### Gruppo D
| Squadra              | Pt | G | V | N | P | GF | GS | DG |
| -------------------- | -- | - | - | - | - | -- | -- | -- |
| Union Saint-Gilloise | 13 | 6 | 4 | 1 | 1 | 11 | 7  | +4 |
| Union Berlino        | 12 | 6 | 4 | 0 | 2 | 4  | 2  | +2 |
| Braga                | 10 | 6 | 3 | 1 | 2 | 9  | 7  | +2 |
| Malmö FF             | 0  | 6 | 0 | 0 | 6 | 3  | 11 | -8 |

| Squadra 1            | Risultato   | Squadra 2            |
| 1ª giornata          | 1ª giornata | 1ª giornata          |
| -------------------- | ----------- | -------------------- |
| Malmö FF             | 0 - 2       | Braga                |
| Union Berlino        | 0 - 1       | Union Saint-Gilloise |
| 2ª giornata          |             |                      |
| Union Saint-Gilloise | 3 - 2       | Malmö FF             |
| Braga                | 1 - 0       | Union Berlino        |
| 3ª giornata          |             |                      |
| Malmö FF             | 0 - 1       | Union Berlino        |
| Braga                | 1 - 2       | Union Saint-Gilloise |
| 4ª giornata          |             |                      |
| Union Saint-Gilloise | 3 - 3       | Braga                |
| Union Berlino        | 1 - 0       | Malmö FF             |
| 5ª giornata          |             |                      |
| Malmö FF             | 0 - 2       | Union Saint-Gilloise |
| Union Berlino        | 1 - 0       | Braga                |
| 6ª giornata          |             |                      |
| Union Saint-Gilloise | 0 - 1       | Union Berlino        |
| Braga                | 2 - 1       | Malmö FF             |

##### Gruppo E
| Squadra          | Pt | G | V | N | P | GF | GS | DG |
| ---------------- | -- | - | - | - | - | -- | -- | -- |
| Real Sociedad    | 15 | 6 | 5 | 0 | 1 | 10 | 2  | +8 |
| Manchester Utd   | 15 | 6 | 5 | 0 | 1 | 10 | 3  | +7 |
| Sheriff Tiraspol | 6  | 6 | 2 | 0 | 4 | 4  | 10 | -6 |
| Omonia           | 0  | 6 | 0 | 0 | 6 | 3  | 12 | -9 |

| Squadra 1        | Risultato   | Squadra 2        |
| 1ª giornata      | 1ª giornata | 1ª giornata      |
| ---------------- | ----------- | ---------------- |
| Manchester Utd   | 0 - 1       | Real Sociedad    |
| Omonia           | 0 - 3       | Sheriff Tiraspol |
| 2ª giornata      |             |                  |
| Sheriff Tiraspol | 0 - 2       | Manchester Utd   |
| Real Sociedad    | 2 - 1       | Omonia           |
| 3ª giornata      |             |                  |
| Sheriff Tiraspol | 0 - 2       | Real Sociedad    |
| Omonia           | 2 - 3       | Manchester Utd   |
| 4ª giornata      |             |                  |
| Manchester Utd   | 1 - 0       | Omonia           |
| Real Sociedad    | 3 - 0       | Sheriff Tiraspol |
| 5ª giornata      |             |                  |
| Manchester Utd   | 3 - 0       | Sheriff Tiraspol |
| Omonia           | 0 - 2       | Real Sociedad    |
| 6ª giornata      |             |                  |
| Real Sociedad    | 0 - 1       | Manchester Utd   |
| Sheriff Tiraspol | 1 - 0       | Omonia           |

##### Gruppo F
| Squadra     | Pt | G | V | N | P | GF | GS | DG |
| ----------- | -- | - | - | - | - | -- | -- | -- |
| Feyenoord   | 8  | 6 | 2 | 2 | 2 | 13 | 9  | +4 |
| Midtjylland | 8  | 6 | 2 | 2 | 2 | 12 | 8  | +4 |
| Lazio       | 8  | 6 | 2 | 2 | 2 | 9  | 11 | -2 |
| Sturm Graz  | 8  | 6 | 2 | 2 | 2 | 4  | 10 | -6 |

| Squadra 1   | Risultato   | Squadra 2   |
| 1ª giornata | 1ª giornata | 1ª giornata |
| ----------- | ----------- | ----------- |
| Lazio       | 4 - 2       | Feyenoord   |
| Sturm Graz  | 1 - 0       | Midtjylland |
| 2ª giornata |             |             |
| Midtjylland | 5 - 1       | Lazio       |
| Feyenoord   | 6 - 0       | Sturm Graz  |
| 3ª giornata |             |             |
| Sturm Graz  | 0 - 0       | Lazio       |
| Midtjylland | 2 - 2       | Feyenoord   |
| 4ª giornata |             |             |
| Feyenoord   | 2 - 2       | Midtjylland |
| Lazio       | 2 - 2       | Sturm Graz  |
| 5ª giornata |             |             |
| Lazio       | 2 - 1       | Midtjylland |
| Sturm Graz  | 1 - 0       | Feyenoord   |
| 6ª giornata |             |             |
| Midtjylland | 2 - 0       | Sturm Graz  |
| Feyenoord   | 1 - 0       | Lazio       |

##### Gruppo G
| Squadra    | Pt | G | V | N | P | GF | GS | DG  |
| ---------- | -- | - | - | - | - | -- | -- | --- |
| Friburgo   | 14 | 6 | 4 | 2 | 0 | 13 | 3  | +10 |
| Nantes     | 9  | 6 | 3 | 0 | 3 | 6  | 11 | -5  |
| Qarabağ    | 8  | 6 | 2 | 2 | 2 | 9  | 5  | +4  |
| Olympiacos | 2  | 6 | 0 | 2 | 4 | 2  | 11 | -9  |

| Squadra 1   | Risultato   | Squadra 2   |
| 1ª giornata | 1ª giornata | 1ª giornata |
| ----------- | ----------- | ----------- |
| Nantes      | 2 - 1       | Olympiacos  |
| Friburgo    | 2 - 1       | Qarabağ     |
| 2ª giornata |             |             |
| Olympiacos  | 0 - 3       | Friburgo    |
| Qarabağ     | 3 - 0       | Nantes      |
| 3ª giornata |             |             |
| Olympiacos  | 0 - 3       | Qarabağ     |
| Friburgo    | 2 - 0       | Nantes      |
| 4ª giornata |             |             |
| Nantes      | 0 - 4       | Friburgo    |
| Qarabağ     | 0 - 0       | Olympiacos  |
| 5ª giornata |             |             |
| Friburgo    | 1 - 1       | Olympiacos  |
| Nantes      | 2 - 1       | Qarabağ     |
| 6ª giornata |             |             |
| Qarabağ     | 1 - 1       | Friburgo    |
| Olympiacos  | 0 - 2       | Nantes      |

##### Gruppo H
| Squadra      | Pt | G | V | N | P | GF | GS | DG |
| ------------ | -- | - | - | - | - | -- | -- | -- |
| Ferencváros  | 10 | 6 | 3 | 1 | 2 | 8  | 9  | -1 |
| Monaco       | 10 | 6 | 3 | 1 | 2 | 9  | 8  | +1 |
| Trabzonspor  | 9  | 6 | 3 | 0 | 3 | 11 | 9  | +2 |
| Stella Rossa | 6  | 6 | 2 | 0 | 4 | 9  | 11 | -2 |

| Squadra 1    | Risultato   | Squadra 2    |
| 1ª giornata  | 1ª giornata | 1ª giornata  |
| ------------ | ----------- | ------------ |
| Stella Rossa | 0 - 1       | Monaco       |
| Ferencváros  | 3 - 2       | Trabzonspor  |
| 2ª giornata  |             |              |
| Trabzonspor  | 2 - 1       | Stella Rossa |
| Monaco       | 0 - 1       | Ferencváros  |
| 3ª giornata  |             |              |
| Stella Rossa | 4 - 1       | Ferencváros  |
| Monaco       | 3 - 1       | Trabzonspor  |
| 4ª giornata  |             |              |
| Trabzonspor  | 4 - 0       | Monaco       |
| Ferencváros  | 2 - 1       | Stella Rossa |
| 5ª giornata  |             |              |
| Stella Rossa | 2 - 1       | Trabzonspor  |
| Ferencváros  | 1 - 1       | Monaco       |
| 6ª giornata  |             |              |
| Trabzonspor  | 1 - 0       | Ferencváros  |
| Monaco       | 4 - 1       | Stella Rossa |

#### Fase a eliminazione diretta
|  | Spareggi               | Spareggi             | Spareggi | Spareggi |   |                  | Ottavi di finale     | Ottavi di finale | Ottavi di finale       | Ottavi di finale |                  |          | Quarti di finale | Quarti di finale | Quarti di finale | Quarti di finale |                |       | Semifinali | Semifinali | Semifinali | Semifinali |  |  | Finale | Finale |
|  |                        |                      |          |          |   |                  |                      |                  |                        |                  |                  |          |                  |                  |                  |                  |                |       |            |            |            |            |  |  |        |        |
|  | Juventus               | 1                    | 3        | 4        |   |                  | Juventus             | 1                | 2                      | 3                |                  |          |                  |                  |                  |                  |                |       |            |            |            |            |  |  |        |        |
|  | Nantes                 | 1                    | 0        | 1        |   |                  | Friburgo             | 0                | 0                      | 0                |                  |          |                  |                  |                  |                  |                |       |            |            |            |            |  |  |        |        |
|  | Nantes                 | 1                    | 0        | 1        |   | Juventus         | Friburgo             | 0                | 0                      | 0                | 1                | 1        | 2                |                  |                  |                  |                |       |            |            |            |            |  |  |        |        |
|  |                        |                      |          |          |   |                  |                      |                  |                        |                  | 1                | 1        | 2                |                  |                  |                  |                |       |            |            |            |            |  |  |        |        |
|  |                        | Sporting Lisbona     | 0        | 1        | 1 |                  |                      |                  |                        |                  |                  |          |                  |                  |                  |                  |                |       |            |            |            |            |  |  |        |        |
|  | Sporting Lisbona       | Sporting Lisbona     | 0        | 1        | 1 | 1                | 4                    | 5                | Sporting Lisbona (dtr) | 2                | 1                | 3 (5)    |                  |                  |                  |                  |                |       |            |            |            |            |  |  |        |        |
|  | Sporting Lisbona       |                      |          |          |   | 1                | 4                    | 5                | Sporting Lisbona (dtr) | 2                | 1                | 3 (5)    |                  |                  |                  |                  |                |       |            |            |            |            |  |  |        |        |
|  | Midtjylland            | 1                    | 0        | 1        |   |                  | Arsenal              | 2                | 1                      | 3 (3)            |                  |          |                  |                  |                  |                  |                |       |            |            |            |            |  |  |        |        |
|  | Midtjylland            | 1                    | 0        | 1        |   |                  |                      |                  |                        | 3 (3)            |                  | Juventus | 1                | 1                | 2                |                  |                |       |            |            |            |            |  |  |        |        |
|  |                        |                      |          |          |   |                  |                      |                  |                        |                  |                  |          |                  |                  |                  |                  |                |       |            |            |            |            |  |  |        |        |
|  |                        | Siviglia (dts)       | 1        | 2        | 3 |                  |                      |                  |                        |                  |                  |          |                  |                  |                  |                  |                |       |            |            |            |            |  |  |        |        |
|  | Barcellona             | Siviglia (dts)       | 1        | 2        | 3 | 2                | 1                    | 3                |                        |                  | Manchester Utd   | 4        | 1                | 5                |                  |                  |                |       |            |            |            |            |  |  |        |        |
|  | Barcellona             |                      |          |          |   | 2                | 1                    | 3                |                        |                  | Manchester Utd   | 4        | 1                | 5                |                  |                  |                |       |            |            |            |            |  |  |        |        |
|  | Manchester Utd         | 2                    | 2        | 4        |   |                  | Betis                | 1                | 0                      | 1                |                  |          |                  |                  |                  |                  |                |       |            |            |            |            |  |  |        |        |
|  | Manchester Utd         | 2                    | 2        | 4        |   | Manchester Utd   | Betis                | 1                | 0                      | 1                | 2                | 0        | 2                |                  |                  |                  |                |       |            |            |            |            |  |  |        |        |
|  |                        |                      |          |          |   |                  |                      |                  |                        |                  | 2                | 0        | 2                |                  |                  |                  |                |       |            |            |            |            |  |  |        |        |
|  |                        | Siviglia             | 2        | 3        | 5 |                  |                      |                  |                        |                  |                  |          |                  |                  |                  |                  |                |       |            |            |            |            |  |  |        |        |
|  | Siviglia               | Siviglia             | 2        | 3        | 5 | 3                | 0                    | 3                | Siviglia               | 2                | 0                | 2        |                  |                  |                  |                  |                |       |            |            |            |            |  |  |        |        |
|  | Siviglia               |                      |          |          |   | 3                | 0                    | 3                | Siviglia               | 2                | 0                | 2        |                  |                  |                  |                  |                |       |            |            |            |            |  |  |        |        |
|  | PSV                    | 0                    | 2        | 2        |   |                  | Fenerbahçe           | 0                | 1                      | 1                |                  |          |                  |                  |                  |                  |                |       |            |            |            |            |  |  |        |        |
|  | PSV                    | 0                    | 2        | 2        |   |                  |                      |                  |                        |                  |                  |          |                  |                  |                  |                  | Siviglia (dtr) | 1 (4) |            |            |            |            |  |  |        |        |
|  |                        |                      |          |          |   |                  |                      |                  |                        |                  |                  |          |                  |                  |                  |                  |                |       |            |            |            |            |  |  |        |        |
|  |                        | Roma                 | 1 (1)    |          |   |                  |                      |                  |                        |                  |                  |          |                  |                  |                  |                  |                |       |            |            |            |            |  |  |        |        |
|  | Šachtar (dtr)          | Roma                 | 1 (1)    | 2        | 1 | 3 (5)            |                      |                  | Šachtar                | 1                | 1                | 2        |                  |                  |                  |                  |                |       |            |            |            |            |  |  |        |        |
|  | Šachtar (dtr)          |                      |          | 2        | 1 | 3 (5)            |                      |                  | Šachtar                | 1                | 1                | 2        |                  |                  |                  |                  |                |       |            |            |            |            |  |  |        |        |
|  | Rennes                 | 1                    | 2        | 3 (4)    |   |                  | Feyenoord            | 1                | 7                      | 8                |                  |          |                  |                  |                  |                  |                |       |            |            |            |            |  |  |        |        |
|  | Rennes                 | 1                    | 2        | 3 (4)    |   | Feyenoord        | Feyenoord            | 1                | 7                      | 8                | 1                | 1        | 2                |                  |                  |                  |                |       |            |            |            |            |  |  |        |        |
|  |                        |                      |          |          |   |                  |                      |                  |                        |                  | 1                | 1        | 2                |                  |                  |                  |                |       |            |            |            |            |  |  |        |        |
|  |                        | Roma (dts)           | 0        | 4        | 4 |                  |                      |                  |                        |                  |                  |          |                  |                  |                  |                  |                |       |            |            |            |            |  |  |        |        |
|  | Salisburgo             | Roma (dts)           | 0        | 4        | 4 | 1                | 0                    | 1                | Roma                   | 2                | 0                | 2        |                  |                  |                  |                  |                |       |            |            |            |            |  |  |        |        |
|  | Salisburgo             |                      |          |          |   | 1                | 0                    | 1                | Roma                   | 2                | 0                | 2        |                  |                  |                  |                  |                |       |            |            |            |            |  |  |        |        |
|  | Roma                   | 0                    | 2        | 2        |   |                  | Real Sociedad        | 0                | 0                      | 0                |                  |          |                  |                  |                  |                  |                |       |            |            |            |            |  |  |        |        |
|  | Roma                   | 0                    | 2        | 2        |   |                  |                      |                  |                        | 0                |                  | Roma     | 1                | 0                | 1                |                  |                |       |            |            |            |            |  |  |        |        |
|  |                        |                      |          |          |   |                  |                      |                  |                        |                  |                  |          |                  |                  |                  |                  |                |       |            |            |            |            |  |  |        |        |
|  |                        | Bayer Leverkusen     | 0        | 0        | 0 |                  |                      |                  |                        |                  |                  |          |                  |                  |                  |                  |                |       |            |            |            |            |  |  |        |        |
|  | Bayer Leverkusen (dtr) | Bayer Leverkusen     | 0        | 0        | 0 | 2                | 3                    | 5 (5)            |                        |                  | Bayer Leverkusen | 2        | 2                | 4                |                  |                  |                |       |            |            |            |            |  |  |        |        |
|  | Bayer Leverkusen (dtr) |                      |          |          |   | 2                | 3                    | 5 (5)            |                        |                  | Bayer Leverkusen | 2        | 2                | 4                |                  |                  |                |       |            |            |            |            |  |  |        |        |
|  | Monaco                 | 3                    | 2        | 5 (3)    |   |                  | Ferencváros          | 0                | 0                      | 0                |                  |          |                  |                  |                  |                  |                |       |            |            |            |            |  |  |        |        |
|  | Monaco                 | 3                    | 2        | 5 (3)    |   | Bayer Leverkusen | Ferencváros          | 0                | 0                      | 0                | 1                | 4        | 5                |                  |                  |                  |                |       |            |            |            |            |  |  |        |        |
|  |                        |                      |          |          |   |                  |                      |                  |                        |                  | 1                | 4        | 5                |                  |                  |                  |                |       |            |            |            |            |  |  |        |        |
|  |                        | Union Saint-Gilloise | 1        | 1        | 2 |                  |                      |                  |                        |                  |                  |          |                  |                  |                  |                  |                |       |            |            |            |            |  |  |        |        |
|  | Ajax                   | Union Saint-Gilloise | 1        | 1        | 2 | 0                | 1                    | 1                | Union Berlino          | 3                | 0                | 3        |                  |                  |                  |                  |                |       |            |            |            |            |  |  |        |        |
|  | Ajax                   |                      |          |          |   | 0                | 1                    | 1                | Union Berlino          | 3                | 0                | 3        |                  |                  |                  |                  |                |       |            |            |            |            |  |  |        |        |
|  | Union Berlino          | 0                    | 3        | 3        |   |                  | Union Saint-Gilloise | 3                | 3                      | 6                |                  |          |                  |                  |                  |                  |                |       |            |            |            |            |  |  |        |        |

##### Spareggi
| Squadra 1        | Totale          | Squadra 2      | Andata | Ritorno     |
| ---------------- | --------------- | -------------- | ------ | ----------- |
| Barcellona       | 3 - 4           | Manchester Utd | 2 - 2  | 1 - 2       |
| Juventus         | 4 - 1           | Nantes         | 1 - 1  | 3 - 0       |
| Sporting Lisbona | 5 - 1           | Midtjylland    | 1 - 1  | 4 - 0       |
| Šachtar          | 3 - 3 (5-4 dtr) | Rennes         | 2 - 1  | 1 - 2 (dts) |
| Ajax             | 1 - 3           | Union Berlino  | 0 - 0  | 1 - 3       |
| Bayer Leverkusen | 5 - 5 (5-3 dtr) | Monaco         | 2 - 3  | 3 - 2 (dts) |
| Siviglia         | 3 - 2           | PSV            | 3 - 0  | 0 - 2       |
| Salisburgo       | 1 - 2           | Roma           | 1 - 0  | 0 - 2       |

##### Ottavi di finale
| Squadra 1        | Totale          | Squadra 2            | Andata | Ritorno     |
| ---------------- | --------------- | -------------------- | ------ | ----------- |
| Union Berlino    | 3 - 6           | Union Saint-Gilloise | 3 - 3  | 0 - 3       |
| Siviglia         | 2 - 1           | Fenerbahçe           | 2 - 0  | 0 - 1       |
| Juventus         | 3 - 0           | Friburgo             | 1 - 0  | 2 - 0       |
| Bayer Leverkusen | 4 - 0           | Ferencváros          | 2 - 0  | 2 - 0       |
| Sporting Lisbona | 3 - 3 (5-3 dtr) | Arsenal              | 2 - 2  | 1 - 1 (dts) |
| Manchester Utd   | 5 - 1           | Betis                | 4 - 1  | 1 - 0       |
| Roma             | 2 - 0           | Real Sociedad        | 2 - 0  | 0 - 0       |
| Šachtar          | 2 - 8           | Feyenoord            | 1 - 1  | 1 - 7       |

##### Quarti di finale
| Squadra 1        | Totale | Squadra 2            | Andata | Ritorno     |
| ---------------- | ------ | -------------------- | ------ | ----------- |
| Manchester Utd   | 2 - 5  | Siviglia             | 2 - 2  | 0 - 3       |
| Juventus         | 2 - 1  | Sporting Lisbona     | 1 - 0  | 1 - 1       |
| Bayer Leverkusen | 5 - 2  | Union Saint-Gilloise | 1 - 1  | 4 - 1       |
| Feyenoord        | 2 - 4  | Roma                 | 1 - 0  | 1 - 4 (dts) |

##### Semifinali
| Squadra 1 | Totale | Squadra 2        | Andata | Ritorno     |
| --------- | ------ | ---------------- | ------ | ----------- |
| Juventus  | 2 - 3  | Siviglia         | 1 - 1  | 1 - 2 (dts) |
| Roma      | 1 - 0  | Bayer Leverkusen | 1 - 0  | 0 - 0       |

##### Finale
| Arbitro: | Anthony Taylor |

|                                |                      |                          |
| Mancini 55’ (aut.)             | Marcatori            | 35’ Dybala               |
| Ocampos Lamela Rakitić Montiel | Tiri di rigore 4 – 1 | Cristante Mancini Ibañez |

| Siviglia | Roma |

| P                    | 13 | Yassine Bounou    |         |        |
| D                    | 16 | Jesús Navas       |         | 94’    |
| D                    | 44 | Loïc Badé         |         |        |
| D                    | 6  | Nemanja Gudelj    |         | 120+8’ |
| D                    | 3  | Alex Telles       |         | 94’    |
| C                    | 20 | Fernando          |         | 120+8’ |
| C                    | 10 | Ivan Rakitić      | 65’     |        |
| C                    | 55 | Lucas Ocampos     | 120+10’ |        |
| C                    | 21 | Óliver Torres     |         | 46’    |
| C                    | 25 | Bryan Gil         |         | 46’    |
| A                    | 15 | Youssef En-Nesyri |         |        |
| A disposizione:      |    |                   |         |        |
| P                    | 1  | Marko Dmitrović   |         |        |
| P                    | 31 | Alberto Flores    |         |        |
| D                    | 2  | Gonzalo Montiel   | 120+4’  | 94’    |
| D                    | 4  | Karim Rekik       |         | 94’    |
| D                    | 14 | Tanguy Nianzou    |         |        |
| D                    | 23 | Marcão            |         | 120+8’ |
| C                    | 8  | Joan Jordán       | 120’    | 120+8’ |
| C                    | 24 | Alejandro Gómez   |         |        |
| C                    | 43 | Manu Bueno        |         |        |
| A                    | 7  | Suso              |         | 46’    |
| A                    | 12 | Rafa Mir          | 36’     |        |
| A                    | 17 | Erik Lamela       | 109’    | 46’    |
| Allenatore:          |    |                   |         |        |
| José Luis Mendilibar |    |                   |         |        |

| P               | 1             | Rui Patrício        |         |      |
| D               | 23            | Gianluca Mancini    | 48’     |      |
| D               | 6             | Chris Smalling      |         |      |
| D               | 3             | Roger Ibañez        |         |      |
| C               | 19            | Zeki Çelik          | 74’     | 91’  |
| C               | 4             | Bryan Cristante     | 65’     |      |
| C               | 8             | Nemanja Matić       | 21’     | 120’ |
| C               | 37            | Leonardo Spinazzola |         | 106’ |
| C               | 7             | Lorenzo Pellegrini  | 45’     | 106’ |
| A               | 21            | Paulo Dybala        |         | 68’  |
| A               | 9             | Tammy Abraham       |         | 74’  |
| A disposizione: |               |                     |         |      |
| P               | 63            | Pietro Boer         |         |      |
| P               | 99            | Mile Svilar         |         |      |
| D               | 2             | Rick Karsdorp       | 120+10’ |      |
| D               | 14            | Diego Llorente      |         | 106’ |
| C               | 20            | Mady Camara         |         |      |
| C               | 25            | Georginio Wijnaldum |         | 68’  |
| C               | 52            | Edoardo Bove        |         | 120’ |
| C               | 59            | Nicola Zalewski     | 105’    | 91’  |
| C               | 62            | Cristian Volpato    |         |      |
| C               | 68            | Benjamin Tahirović  |         |      |
| A               | 11            | Andrea Belotti      |         | 74’  |
| A               | 92            | Stephan El Shaarawy |         | 106’ |
| Allenatore:     |               |                     |         |      |
| José Mourinho   | José Mourinho | José Mourinho       | 120’    |      |

| Assistenti arbitrali: Gary Beswick (Inghilterra) Adam Nunn (Inghilterra) Quarto ufficiale: Michael Oliver (Inghilterra) Assistente di riserva: Stuart Burt (Inghilterra) VAR: Stuart Attwell (Inghilterra) Assistente al VAR: Christopher Kavanagh (Inghilterra) Supporto al VAR: Bastian Dankert (Germania) | Regole dell'incontro - due tempi regolamentari da 45 minuti ciascuno; - due tempi supplementari da 15 minuti ciascuno in caso di parità; - tiri di rigore in caso di ulteriore parità; inizialmente cinque per squadra, e a oltranza fino a spareggio in caso di ulteriore parità; - numero massimo di 23 giocatori per squadra a referto (11 in campo e 12 come potenziali sostituti); - cinque sostituzioni permesse nei tempi regolamentari; una sesta permessa nei tempi supplementari. |

## Classifica marcatori
Aggiornata al 31 maggio 2023.
| Gol |  |  | Giocatore          | Squadra              |
| --- |  |  | ------------------ | -------------------- |
| 6   |  |  | Marcus Rashford    | Manchester Utd       |
| 6   |  |  | Victor Boniface    | Union Saint-Gilloise |
| 5   |  |  | Santiago Giménez   | Feyenoord            |
| 5   |  |  | Paulo Dybala       | Roma                 |
| 4   |  |  | Vitinha            | Braga                |
| 4   |  |  | Wissam Ben Yedder  | Monaco               |
| 4   |  |  | Ángel Di María     | Juventus             |
| 4   |  |  | Youssef En-Nesyri  | Siviglia             |
| 4   |  |  | Robin Knoche       | Union Berlino        |
| 4   |  |  | Lorenzo Pellegrini | Roma                 |

## Squadra della stagione
La squadra della stagione è stata selezionata al termine del torneo.
| Ruolo | Naz.                   | Giocatore          | Squadra              |
| ----- | ---------------------- | ------------------ | -------------------- |
| P     | Marocco (bandiera)     | Yassine Bounou     | Siviglia             |
| D     | Argentina (bandiera)   | Marcos Acuña       | Siviglia             |
| D     | Inghilterra (bandiera) | Chris Smalling     | Roma                 |
| D     | Germania (bandiera)    | Jonathan Tah       | Bayer Leverkusen     |
| D     | Spagna (bandiera)      | Jesús Navas        | Siviglia             |
| C     | Italia (bandiera)      | Lorenzo Pellegrini | Roma                 |
| C     | Serbia (bandiera)      | Nemanja Matić      | Roma                 |
| C     | Croazia (bandiera)     | Ivan Rakitić       | Siviglia             |
| A     | Inghilterra (bandiera) | Marcus Rashford    | Manchester Utd       |
| A     | Nigeria (bandiera)     | Victor Boniface    | Union Saint-Gilloise |
| A     | Argentina (bandiera)   | Paulo Dybala       | Roma                 |

Giocatore del torneo
 Jesús Navas ( Siviglia)
Miglior giovane
 Florian Wirtz ( Bayer Leverkusen)